# Shen Chih-kuo
Shen Chih-kuo (chiń. trad. 沈治國; pinyin Shěn Zhìguó) – tajwański brydżysta z tytułem World Life Master w kategorii Open (WBF).
W latach 1991, 2000, 2007 oraz 2012 pełnił funkcje trenera lub niegrającego kapitana tajwańskich reprezentacji kobiet.

## Wyniki brydżowe

### Olimpiady
Na olimpiadach uzyskał następujące rezultaty:
| Olimpiady brydżowe. Zawody teamów | Olimpiady brydżowe. Zawody teamów | Olimpiady brydżowe. Zawody teamów | Olimpiady brydżowe. Zawody teamów | Olimpiady brydżowe. Zawody teamów | Olimpiady brydżowe. Zawody teamów |
| Rok                               | Miejsce                           | Zawody                            | Kategoria                         | Drużyna                           | Pozycja                           |
| --------------------------------- | --------------------------------- | --------------------------------- | --------------------------------- | --------------------------------- | --------------------------------- |
| 2004                              | Stambuł                           | 12. Olimpiada Teamów              | Open                              | Chinese Taipei                    | 49                                |
| 1996                              | Rodos                             | 10. Olimpiada Teamów              | Open                              | Chinese Taipei                    | 4                                 |
| 1984                              | Seattle                           | 7. Olimpiada Teamów               | Open                              | Chinese Taipei                    | 21                                |
| 1980                              | Valkenburg                        | 6. Olimpiada Teamów               | Open                              | Chinese Taipei                    | 5                                 |

### Zawody światowe
W światowych zawodach zdobył następujące lokaty:
| Mistrzostwa Świata. Konkurencja teamów | Mistrzostwa Świata. Konkurencja teamów | Mistrzostwa Świata. Konkurencja teamów | Mistrzostwa Świata. Konkurencja teamów | Mistrzostwa Świata. Konkurencja teamów | Mistrzostwa Świata. Konkurencja teamów |
| Rok                                    | Miejsce                                | Zawody                                 | Kategoria                              | Drużyna                                | Pozycja                                |
| -------------------------------------- | -------------------------------------- | -------------------------------------- | -------------------------------------- | -------------------------------------- | -------------------------------------- |
| 2009                                   | São Paulo                              | 39. Mistrzostwa Świata Teamów          | Open                                   | Chinese Taipei                         | 11                                     |
| 2008                                   | Pekin                                  | 1. Olimpiada Sportów Umysłowych        | Miksty                                 | Yeh Bros                               | 1                                      |
| 2007                                   | Szanghaj                               | 38. Mistrzostwa Świata Teamów          | Open                                   | Chinese Taipei                         | 16                                     |
| 2005                                   | Estoril                                | 37. Mistrzostwa Świata Teamów          | Open                                   | Chinese Taipei                         | 19                                     |
| 1997                                   | Hammamet                               | 33. Mistrzostwa Świata Teamów          | Open                                   | Chinese Taipei                         | 8                                      |
| 1989                                   | Perth                                  | 29. Mistrzostwa Świata Teamów          | Open                                   | Chinese Taipei                         | 5                                      |

## Klasyfikacja
- Shen Chih-kuo – klasyfikacja WBF (ang.)